# 집적 이익
집적 이익(集積 利益)이란 어떤 지역에 산업이나 인구가 집중하면 서로가 분업(分業)되거나 노동력 및 소비의 시장이 이루어지면서 또한 도로 등의 시설도 마련되고 투자 효율·생활 효율이 좋아지는 것을 말한다. 반대로 이러한 것이 분산해 있으면 시설 같은 것도 이뤄지지 않는다. 이는 도시집중의 이점이긴 하나 이것이 지나치면 과밀(過密)로 인한 불이익이 된다. 한편 대공장에서 대량생산을 하거나 슈퍼마켓에서 대량판매를 하면 그만큼 비용이 낮아져서 생산이나 유통의 효과를 올릴 수 있다. 이와 반대로 중소기업이나 영세 소매점에서는 판매량이 적기 때문에 이익도 별로 올리지 못하는 경우가 많다. 이처럼 생산·유통을 통하여 1단위당의 경비를 절감하여 이익 효과를 올릴 때 집적 이익이라 한다.

## 같이 보기
- 앨리 효과

## 참고 자료
- 이 문서에는 다음커뮤니케이션(현 카카오)에서 GFDL 또는 CC-SA 라이선스로 배포한 글로벌 세계대백과사전의 내용을 기초로 작성된 글이 포함되어 있습니다.